# TAP: Maxova hra
Tap: Max's Game (TMG) é um filme independente checo. O drama esportivo, produzido pelo 2D Studio e co-produzido pela AVC ČVUT, foi escrito e dirigido por Kamil Beer. TMG é o primeiro filme com o tema do jogo de estampas ilustradas Magic: the Gathering, atualmente jogado por mais de 12 milhões de pessoas no mundo todo. O filme foi exibido em 30 lugares em todo o mundo[1]. No dia 27 de junho de 2012, a continuação do filme, intitulada Tap 2: Game of Honor, foi anunciada no site oficial do filme.

## Trama
A história se inicia com Karel Adam sentado sozinho em frente da hobby store Fireball, relembrando o tempo que passava lá com seus amigos. Ele nos conta que a equipe se dividiu, a hobby store fechou e, naquele momento, Karel está sofrendo ao ver a hobby store fechada e seus amigos abandonando o hábito de jogar Magic. Ao que parece, somente ele ainda se vê apegado à hobby store. 
Na Internet, Karel fala com Martin White, antigo membro de seu grupo e o único da equipe do Fireball com quem ainda permanece em contato, e Martin o convida para ver um show com sua banda. Martin foi o primeiro membro da equipe a desistir de jogar, e Karel acredita ser por causa da namorada de Martin. Durante o show, ele revê Tomáš Ryba, também antigo membro da equipe, que oferece a Karel a oportunidade de voltar a jogar. Karel fica confuso a princípio, mas se reúne com os antigos amigos como jogador de Magic, mais uma vez, juntamente com o irmão de Tomáš, Joe. 
Em sua primeira visita à hobby store Black Fortress, ele revê Max Miller, único antigo membro da equipe que não havia parado de jogar Magic e tornou-se o segundo melhor jogador da República Checa. Apesar de Karel tentar reatar a amizade, Max o rejeita e Joe Ryba se sente provocado, quase iniciando uma briga.
Karel, Tomáš e Joe tentam convencer Martin a voltar a jogar, e Martin revela o real motivo de ter parado de jogar Magic, para a surpresa de Karel. Após muita preparação por parte dos 4 jogadores e apesar do atrito com Max, eles chegam ao campeonato nacional onde, entre outros desafios, certamente enfrentação Max em busca do título.

## Elenco
- Ondřej Holeček como Karel Adam
- Max Novosad como Tomáš Ryba
- Tomáš Černý como Joe Ryba
- Martin Pelíšek como Martin White
- Mikoláš Adlof como Max Miller

## Jogadores e as Cinco Cores de Mana
Os cinco personagens principais representam ligeiramente as cinco cores de mana utilizadas no Magic The Gathering, tanto em suas roupas como em suas atitudes. 
Karel é pensativo, sensível e reflexivo, representando a mana azul.
Martin é prático, calmo e fica na defensiva até tomar uma decisão, representando a mana branca.
Tomáš é forte, amigável e prefere juntar forças antes de agir, representando a mana verde.
Joe é impulsivo, agressivo e tem pavio curto, representando a mana vermelha.
Max é egoísta, sombrio e guarda seus objetivos para si, representando a mana preta.
Além disso, a trama do filme reúne os cinco membros da equipe Fireball seguindo as afinidades de mana do jogo: azul > branca > verde > vermelho > preta. 

## Tap 2: Game of Honor
A continuação de TMG está atualmente em fase de pré-produção. 

## Ligações Externas
Página oficial do filme